# Aljakszandr Cimafejevics Prakapenka
Aljakszandr Cimafejevics Prakapenka, belaruszul: Аляксандр Цімафеевіч Пракапенка (Bobrujszk, 1953. november 16. – Minszk, 1989. március 29.) olimpiai bronzérmes szovjet válogatott fehérorosz labdarúgó, középpályás.

## Pályafutása

### Klubcsapatban
1971–72-ben a Sztrojtyel Bobrujszk, 1973 és 1983 között a Gyinamo Minszk labdarúgója volt. A Gyinamóval egy szovjet bajnoki címet nyert 1982-ben. 1984–85-ben alkoholproblémái miatt nem volt csapata. 1986-ban a Dnyepr Mogiljev, 1987-ben a Nyeftcsi Baku csapatában szerepelt.

### A válogatottban
1980 egy alkalommal szerepelt a szovjet válogatottban és kétszer az olimpiai csapatban. Tagja volt az 1980-as moszkvai olimpián bronzérmes együttesnek.

## Sikerei, díjai
Szovjetunió
- Olimpiai játékok
  - bronzérmes: 1980, Moszkva

 Gyinamo Minszk
- Szovjet bajnokság
  - bajnok: 1982